# Andreas Willscher
Andreas Willscher, född 4 november 1955 i Hamburg,är en tysk kyrkomusiker och kompositör.

## Biografi
Willscher studerade på Hochschule für Musik und Theater Hamburg. Där studerade han för Günter Friedrichs och Ernst-Ulrich von Kameke. Sedan år 2000 isär han kyrkomusiker i St. Joseph (Wandsbek).

## Verklista

### Pianoverk
- Toccata (1978)
- Sonatine (1984)
- Ouvertüre zu einem Bertrand-Zyklus (1984)
- Klaviere Studie (1984)
- Klaviere stücke 1-6 (1984-1985)
- Evocation (1988)
- Seestern, Muschel und Krebs 3 Miniaturen (1994)
- Psalm 150 (1988, fyrhändigt piano)

### Cembaloverk
- 6 Bagatellen (1983)
- Klänge aus Mähr (1991)

### Orgelverk
- Puer natus est  (1982)
- Jesu redemptor omnium (1982)
- Var.s sur un Noel (1978)
- Noel Breton »Allons, suivons les mages« (1979)
- Preludium över introitus till Passionssöndagen (1979)
- Lamento (1976)
- Lamento (1984)
- Den 7 letzten Worte Christi am Kreuz (1985)
- 3 meditationer till Joh. 8, 1
- 11 (1987)
- Der Kreuzweg (1987)
- Triptychon für das Osterfest
- Barmbek die jeweilige Osternacht (1979)
- Phönix, UA Hbg.-Barmbek (1982)
- Toccata über ein österl.es Alleluia (1977)
- Fuga över ein Osteralleluia (1980)
- Fuga över »Christus vincit« (1981)
- Fiat lux (1976)
- Luminiszenz (1982)
- Jubilate (1981)
- 7 meditationer zum Hl. Geist (1979)
- Koralvariationer över Veni, Creator Spiritus (1987)
- 3 Versetten zum Franziskusfest (1977)
- 4 Franziskuslegenden, (1976-1980)
- Missa in honorem S. Francisci (1977)
- Postludium över 2 teman från Messe zum Franziskusfest (1980)
- 4 franziskan.e Gebete (1991)
- Meditation till Ehren des Hl. Franziskus (1988/89)
- Pastorale Ave maris stella (1979)
- Fantasi över tre schles.e Marienlieder (1981)
- Partita över Wunderschön prächtige (1982)
- Partita över en gammal melodi från der Olavsliturgie (1982)
- Postludium för Joseph-Fest (1987)
- Toccata cum jubilo (1983)
- Preludium över Deus Israel (1979)
- Postludium för en Doppelhochzeit (1985)
- Paraphrase över Te Deum (1987)
- 4 Gebete (1983)
- 10 Koralförspel (1973)
- Koral och fuga över Amazing grace (1985)
- Das jüngste Gericht (1981)
- Psalm 3 (1983)
- Metamorfosen, recit. och fuga över Te Deum (1987)
- Meditation Die Farben der Himml.en Stadt (1988)
- Scherzetto (1975)
- Aria (1976)
- Fanfare u. Carillon (1982)
- Kyrkfönster (1981)
- Tema och variationer (1980)
- Fuga över en Carillon tournaisien (1981)
- Toccata alla Rumba (1981)
- Fl.n (1978)
- 12 modala skisser (1984)
- Brudmarsch (1983)
- Etyd nr. 1 (1985)
- 3 Scheinfugen (1986)
- Toccata De vlaamse Leeuw (1985)
- Canon, 1975 (1976)
- 3 orgelstycken från Kindermesse (1984)
- Rapsodi över mähr. Vld.er (1986)
- Der Mondschein (1984)
- Suite perigourdine (1990)
- Mähr.es Orgel büchlein (1990)
- 6 Bagatellen (1991)
- Missa brevis Alleluia (1992)
- Carillon över den Wenzelschoral (1991)
- Toccata per Communione (zum Hl. Wenzel) (1993)
- Orgelvariationer (1993)
- 39 liturg.e Stücke zu Sonntagen des Kirchenjahres, n. gregorian. Themen, (1993)
- 84 neue Choralvorspiele (1994)
- 3 Bagatellen (1994)
  - Melanchol.er Walzer f. Pedal solo
  - Invention für die rechte Hand alleine
  - Toccatina 1994.
- Meditation Selig ihr Armen, denn euer ist das Reich Gottes (1974)
- Jezus, men doue', n. einer breton. Melodie (1976)
- Nun wollen wir singen das Abendlied, Choralbearb. [1. Preis beim Kompos.swettbewerb des Ev. Stadtkirchenverbandes Köln], 1997. –
- Partita Creator alme siderum, 2002. –
- Aquarium (6 stycken) (2002)
- Insektarium (10 stycken) (2000)
- Suite zum Gedenken an Ferdinand Pfohl
- Carillons für St. Joseph
- Fantasi över d. Oper Der Freischütz von C.M. v. Weber
- Fantasi över Motive a. d. Oper Die Teichprinzess v. Gustav Willscher
- Der Tumult am Prätorium
- Das Mysterium der Bäume
- Hochzeitsmärschle (2002). –
- Toccata O Filii et Filiae (2003)
- Svit Landaise (2002)
- Variationer över Geh aus, mein Herz, und suche Freud (2003)
- Paraphrase över Wachet auf
- ...in Elbog’n liegt mein Ranzen (variationer) (2003)
- Chaste Joseph, vous avez de l’ombrage (variationer)
- Verset över Te Joseph celebrent
- Triptychon över Der Mond ist aufgegangen
- Paraphrase över Gaude Maria Virgo (2002)
- Verset zum Salve Regina (1999)
- Postludium Te Deum (2002)
- Paraphrase över Wachet auf
- Kleines Wein-Brevier, 2002
- Zwanzig Betrachtungen zu Sprüchen Salomons
- Tre små Gloria (2000)
- Magnificat (sex Versetten)
- Chansons für eine Kathedrale, (2002)
- Partita üb. Wunderschön prächtige, (2000)
- Messe In Festo S. Ioseph (2002)
- Miniatur-Symphonie üb. Ave maris stella, in: Hamburger Orgelbüchlein (2001)
- Fünf Portraits biblischer Frauen.
- Symfoni Nr. 1 Grabsteine zur Erinnerung an Viktor Ullmann, Hans Krasa, Erwin Schulhoff u. Theodor Veidl, (1999)
- Symfoni Nr. 2 Aus der Bibel (2001)
- Partita över D. Choral Svatý Václave (2000)
- Triptyk över B-A-C-H (2000)
- Elegi Klockspel
- Psalm 104 (1999)
- Symphonie Nr. 3 „Biblische Tänze“ i fem satser.
- Symphonie Nr. 4 „Symphonie Mariale“ i fem satser
- Symphonie Nr. 5 „Des Franziskus’ Predigten über die Heilige Armut“ i tolv satser.
- Symphonie Nr. 6 „Symphonie förr Pedal alleine“ ii fem satser
- Symphonie Nr. 7 „Après une lecture“för fem satser.
- Symphonie Nr. 8 „Promenades en Périgord – Wanderungen durch das Périgord“ i nio satser
- Symphonie Nr. 9 „Les Arbres – Die Bäume“ i fem satser
- Symphonie Nr. 10 „In Blue“ i fem satser
- Symphonie Nr. 11 (Toccata-Fuga contemplationata-Scherzo-Siciliano-Rituel Fire Dance).
- Symphonie Nr. 12 „Symphonie pascale“ ii fem satser.
- Toccata Gargantua
- Toccata funambulesque
- 76 Inventionen
- Mozartvariationen.
- Trauermarsch für eine verstimmte Oboe.
- Für eine gothische Madonna.
- Triptychon Ste. Radegonde.
- Vogelarium, 8 Orgelstücke über Vögel aus der Bibel.
- Variationen über ein Noël aus Bergerac.
- Hommage an Thomas Morus (3 Orgelstücke).
- Batalla de Clarines.
- Totentanz, für Orgel solo.
- Triptychon Mariä Himmelfahrt (3 stycken för Orgel).
- Notre Dame Triptychon (3 Stücke für Orgel).
- „Mein Beethoven“ (Concert Rag).
- San Diego Triptychon (3 Stücke für Orgel).
- 5 Sonatinen (zu je drei Sätzen)

### Willschers orgelverk
- Orgelverk (band 1, 2011)
  - Kleines Carillon über G-F-H
  - Sarabande romantique
  - Regen – Pioggia
  - Schnee – Neve
  - Eisblumen – Cristalli di ghiaccio
  - Der Mond ist aufgegangen (Triptychon)
  - La Fiesta
  - Irische Meditation
  - Veni Creator Spiritus (Choralvariationen)
  - Sonnenuntergang in den Berner Alpen
  - Geh aus, mein Herz, und suche Freud (Variationen)
  - Triptyque Saint-Servais.

- Drei heitere Orgelzyklen (band 2, 2012)
  - Variationen über ein Thema von Paganini
  - 7 Improvisationen über den Yankee Doodle
  - Sherlock Holmes Suite.

- 15 Kompositionen für Orgel manualiter (band 3, 2013)
  - Sonnenblumenfeld
  - Ave Maria
  - Alla Marcia
  - Élévation
  - Notturno
  - Clair de Lune
  - Sternennacht
  - Fughetta
  - Flöten-Solo
  - Die Glocken von Sainte-Radegonde
  - Postludium
  - Batalla de Clarines
  - Hommage à Joseph Franck
  - Sonatine Nr. 5 für Orgel (Harmonium)
  - Partita über den Choral „Hinunter ist der Sonne Schein“

- Acht Kompositionen (band 4, 2014)
  - Toccatina in Seven
  - Valse triste
  - Trompettes d`Argent (Fanfar för orgel)
  - Drei Stücke aus dem Requiem 
    - Requiem aeternam
    - Pie Jesu
    - In Paradisum

  - Toccata Demoll
  - Partita über den Choral „Svatý Václave“ (Heiliger Wenzel)

- Tanz-Suite (band 5, 2015)
  - Charleston
  - Blues
  - Tango
  - Valse
  - Foxtrott
  - Mondschein-Menuett
  - Gigue hamburgeoise

- Portraits biblischer Frauen (band 6, 2016)
  - Ruth
  - Judith
  - Esther
  - Susanna
  - Sarah
  - Die Frau am Jakobsbrunnen
  - Die Frauen von Jerusalem
  - Die Ehebrecherin (Triptychon)
  - Das Opfer der Witwe
  - Die Freude der Elisabet

- 4. Orgelsymphonie „Die Marianische“ (band 7, 2017)
  - Salve Regina
  - Regina pacis
  - Mater dolorosa
  - Ave Maria
  - Ave maris stella

- 3. Orgelsymphonie „Biblische Tänze“ (band 8, 2018)
  - Tanz der Salome (Mk 6,22)
  - Tanz der Schulammit (Hld 7,1)
  - Davids Tanz vor der Bundeslade (2. Sam 6,5 och 14)
  - Tanz der Tochter Jiftachs (Richter 11,34)
  - Tanz um das Goldene Kalb (Uppenbarelseboken 32:19)

#### Pedalsolo
- Var. en über ein Thema von Albert Perilhou (1976)
- Blues (1981)
- Paraphrase über ein österl.es Thema (1987)
- 5 Stücke für konzertantes Org.pedal solo (1989)
- Ein Tag im Leben des Huhnes Agathe (2000)

#### Två orglar
- Chaconne (1977)
- Kyrkfönster (1983)
- Gaudete (1986).